# ダンダダン
『ダンダダン』（DAN DA DAN）は、龍幸伸による日本の漫画。『少年ジャンプ+』（集英社）において、2021年4月6日から連載中。
幽霊の存在を信じる女子高生とUFOの存在を信じるオタクの少年が怪奇現象と戦うオカルティック怪奇バトル漫画。
最新話の更新ごとに100万閲覧を突破するなど、『SPY×FAMILY』『怪獣8号』に続く同サービスの看板漫画になっている。コミックスの累計発行部数は2025年4月時点で1000万部を突破している。
2021年8月4日にコミックス第1巻が発売。同日には作者の龍が作品の誕生秘話を語る動画「ダンダダンができるまで」などが公式YouTubeチャンネル「ジャンプチャンネル」で公開された。同年12月には第3巻の発売を記念して、タワーレコードとのコラボレートが実施された。
2023年11月28日、テレビアニメ化が発表され、第1期は2024年10月から12月に放送された。第2期は2025年7月から放送中。

## あらすじ
霊媒師を祖母に持つ女子高生、綾瀬桃（モモ）は、宇宙人の存在は信じていないが幽霊は信じている。オカルトマニアの男子高校生、高倉健（オカルン）は、幽霊の存在は信じていないが宇宙人は信じている。ある日、俳優・高倉健似の人生初の彼氏に振られたモモは、偶然見かけたオカルンをいじめから庇う。オカルンは話しかけてきたモモを同好の士と勘違いするが、オカルトに対して正反対のスタンスを持つ二人は取っ組み合いになり、「自分の信じるものの存在を証明出来たら相手をパシリにする」という勝負をすることなる。互いが指定した「UFOスポット」「心霊スポット」で奇しくも同時に宇宙人と妖怪に遭遇してしまった二人は、互いの理解を超越した怪奇の世界へと足を踏み入れていく。

## 登場人物
声の項はテレビアニメ版の声優。

### 人間
モモ／綾瀬 桃（あやせ もも）
声 - 若山詩音
本作の主人公の1人。いわゆるギャル。
宇宙人の存在は信じていないが幽霊の存在は信じている。霊媒師の祖母を持ち、幼少期に周りからそのことでからかわれたことから、祖母に対して素直な態度を取れずにいるが、実際はおばあちゃん子であり、幽霊なども信じている。
俳優の高倉健の大ファンであり、容姿や性格などに高倉健の要素を持つ男性に惹かれる。最初には健（オカルン）のことを「オカルト君」と呼んだが、本名を知ってから同姓同名で口調なども似ている健のことも意識してしまっており、意図的に「オカルン」というあだ名で呼んでいる。オカルンとは友人同士だが、互いのことをそれ以上に意識している描写もある。
オカルンとはいじめから庇ったことで関わりを持ち、彼との「勝負」をきっかけとして怪異と深くかかわっていくこととなる。勝負の際にセルポ星人に誘拐されたことで超能力に目覚め、人や妖怪、物体のオーラを掴んで、自由に動かせるようになる。祖母の星子の見立てによれば、今はまだ力を封印された状態らしい。
超能力以外にも揺るぎない胆力と機転の速さを持っており、真っ向から怪異に立ち向かい制圧していく。
オカルン／高倉 健（たかくら けん）
声 - 花江夏樹
本作の主人公の1人。いわゆる宇宙オタク。
幽霊の存在は信じていないが宇宙人の存在は信じている。幼少期から友人がおらず、宇宙人なら友達になってくれるかもしれないという思いからオカルトに傾倒していくが、それによってさらに孤独を深めてしまっていた。
モモとはいじめから庇われたことで関わりを持ち、彼女との「勝負」をきっかけとして怪異と深くかかわっていくこととなる。勝負の際にターボババアにイチモツを奪われたことで呪われ、周囲にも呪いを振りまく媒介にされてしまうが、モモとの共闘でターボババアを下して以降は、自分の意志でターボババアの力を利用できるようになる。当初はおかっぱのような髪型だったが、一度変身してからは無造作なパーマヘアーのようになった。
基本的には控えめで卑屈な性格をしており、気負いなく人と接することも不得手。喧嘩や戦闘などはもってのほかだが、モモと同じく土壇場では度胸と機転を発揮する。義理堅く優しい人物でもあり、モモなど人のために動くときには力を発揮することができる。モモとは友人同士だが、互いのことをそれ以上に意識している描写もある。
変身
ターボババアの呪いを利用して変身した姿。当初はモモが頭部の呪いを抑えていなければ意識を保てなかったが、ターボババアに勝利し、その意識を人形に移してからは力のみを引き出せるようになった。
変身すると髪が白くなり、衣服とともに逆立つ。口は歯がむき出しになったマスクのようなものに変わり、体躯も筋張って細長くなるなど、妖怪じみた見た目になる。
ターボババア由来の超人的なスピードと膂力、顎を持ち、宇宙人や妖怪にも太刀打ちできるが、体への負担が大きく、全力も一日に2回までしか発揮できない。その分、全力を出した時の威力は他の追随を許さない。
変化は体だけでなく精神にも表れ、フランクで攻撃的な性格になる。口調も普段の敬語が砕け、女性を下の名前で呼ぶようになる。一方でひどい抑鬱状態にもなってしまい、「萎えるぜ」が口癖になる。姿勢も異常な猫背になるが、元来の卑屈な面や消極的な面にはあまり変化が見られない。
綾瀬 星子（あやせ せいこ）
声 - 水樹奈々
モモの祖母。
「ドドリア三太」という名前で霊媒師をしている。自称エセ霊媒師だが、実力は本物であり、芸能人の経歴詐称を言い当てたり、オカルンの体を乗っ取ったターボババアと着の身着のままで渡り合ったりできる。特に結界術を得意としているが、土地神の力を借りた霊能力であるため、自身が住む町の外や、強力な地縛霊のテリトリーでは力を発揮することができないという弱点もある。
格好こそ乱れているが、孫を持っているとは思えないほどに若々しい容姿をしており、「美魔女」を自負している。基本的には粗野で周囲を振り回すような言行が目立つが、情の深い人物でもあり、故人への敬意やモモへの愛情は決して忘れない。
白鳥 愛羅（しらとり あいら）
声 - 佐倉綾音
自他ともに認める美少女だが、自信過剰で思い込みも激しく、美少女である自分は選ばれた存在である、という歪んだ使命感を持っている。オカルンの金玉を拾ったことで幽霊が見えるなど軽微な霊能力に目覚めており、それによってさらに自分は選ばれた存在であるという思い込みを強めてしまった。オカルンをからかったことでモモにタライを頭に落とされた際に、モモの超能力を象った手を悪魔の羽と思い込み、以降モモを目の敵にしている。
幼少期に母親を失っており、彷徨っていたアクロバティックさらさらを母親と勘違いしてしまったため、狙われてしまう。
アクロバティックさらさら戦にて瀕死の状態に陥るが、モモの力でアクロバティックさらさらのオーラを取り込み復活する。以後アクロバティックさらさらの能力を使用することが出来るようになる。またオカルンに好意を抱くようになり積極的にアプローチをしている。
ジジ／円城寺 仁（えんじょうじ じん）
声 - 石川界人
モモの幼馴染。
両親が入院したため、綾瀬家へ泊まりにやってくる。両親の入院の理由は自殺未遂であり、その理由を家に現れた怪異と考えている。呪われた家の調査を星子にお願いするも市外のため、代わりにモモとオカルンと共に調査に向かう。
常にハイテンションでおちゃらけた人物である一方、その実怪異に毎晩うなされており不眠である。幼少時代のモモの初恋相手だが、星子のおまじないを実践していたモモを馬鹿にしていた様子が第1話にて描かれている。ジジ本人はそのことをずっと後悔しており、今ではモモに好意を抱いている。

### 怪異
ターボババア
声 - 田中真弓
第1話で登場。オカルンが最初に出会った妖怪。モデルは同名の都市伝説。100キロババアなどの異称も持つ「近代妖怪」であり、非常に強力な妖怪。かけっこで負けたら呪われると言われており、動転して走って逃げてしまったオカルンのイチモツを奪って呪った。
名前の通り驚異的なスピードが一番の特徴だが、強力な妖怪らしく膂力や自身を変化させる力も備えている。また、上述の通り呪いにも長けており、呪った者を介してさらに呪いを振りまくことができる非常に危険な存在。モモに挑発されてオカルンのイチモツを取り戻すための勝負に乗り、市内の地縛霊や浮遊霊を使役してモモとオカルンを追い詰めるが、電車と道連れにモモたちの居住市まで引きずり出され、星子の結界術によって撃退される。
消滅したかに思われたが、すんでのところでオカルンに憑りついて生き永らえており、星子によって力のみオカルンの中に残して意識だけ招き猫に封じられる。先の勝負の際にオカルンの「タマ」を落としてしまっており、自身の力と交換する条件でモモたちと共同歩調をとることになる。ターボババアとしての力は失ったが、今度は招き猫としてモモたちに有利な状況を作り出す力を得る。
セルポ星人
声 - 中井和哉
第1話で登場。モモが最初に出会った宇宙人。モデルはプロジェクト・セルポに記述がみられる宇宙人。種が雄しかおらず、クローン技術によって個体を増やしている。その結果、生物としての進化が止まってしまっており、地球人の生殖機能を研究するために誘拐と解剖を試みる。「六根」や手を十字型に組みながら「セルポ式測量法」と言うことで念能力を放つことができる。人間の性器を狙っている。
フラッドウッズモンスター
声 - 大友龍三郎
第2話で登場。モデルはフラットウッズ・モンスター。「3メートルの宇宙人」としても知られている。セルポ星人の仲間とみられ、オカルンの性器を狙ってモモの家まで襲いに来る。相撲取りのような恰好をしており、圧倒的な膂力で二人を追い詰めるが、モモの機転によって結界術にかかり、撃破された。
トンネルの地縛霊
第3話で登場。なにか強い執着を持って、その場所に居続ける霊を総称して地縛霊と呼び、自分のテリトリーの中では最強ともいえる力を誇る。ターボババアがいたトンネルの地縛霊はターボババアを慕っており、蟹のような姿を取ってターボババアと合体し、襲いかかる。
アクロバティックさらさら
声 - 井上喜久子
第13話で登場。モデルは同名の都市伝説。通称アクさら。赤いワンピースを着た異常に大柄な女の妖怪。なぜか愛羅に目を付けている。
生前は貧しいシングルマザーだったが借金取りに娘を攫われ、取り戻そうとするも叶わず自殺した。死後、生前の記憶を失い幽霊となって彷徨っていたところ、母親を亡くしたばかりの幼い愛羅から母親と間違えられ、愛羅を自分の娘と思い込むようになる。
ネッシー
第19話で登場。セルポ星人の仲間であるUMA。
ダンダダンでは神越市にネッシーが出たためカミッシーとも呼んでいる
ドーバーデーモン
声 - 関智一
第21話で登場。シャコ星人。セルポ星人に雇われた宇宙人。変身するとパンチ力が24倍、水の中だと10倍になる。しかしセルポ星人の栄養ドリンクがなければ24秒しか変身できない。
チキチータという息子がいる。
太郎
声 - 杉田智和
走る人体模型。第28話で登場。
花
声 - 平野文
第30話で登場。太郎と相思相愛の女性人体模型。

## 評価

### 反響
筆致は週刊連載とは思えないほど美麗、画面構成は密度の高さに反して見やすいと評価されている。宇宙人や妖怪の不穏な登場シーン、怪異たちとのキレのあるバトルアクションシーンなど、そのクオリティから瞬く間に話題となり、Twitterのトレンドをにぎわせ、公開2日で100万PVを達成した。
2021年8月11日発表のトーハン・週刊ベストセラーコミックス部門で初登場10位を記録。同年8月24日に発表された次にくるマンガ大賞2021では『怪獣8号』に次ぐWebマンガ部門第2位にランクインした。
2022年1月発表の「全国書店員が選んだおすすめコミック 2022」では第1位を獲得。同賞のスピンオフ企画である「出版社コミック担当が選んだおすすめコミック 2022」でも第1位に選ばれている。同年3月、「マンガ大賞2022」では第7位を獲得し、同年6月には「第6回みんなが選ぶTSUTAYAコミック大賞」にて4位を獲得。

### 批評
作者の龍幸伸は『チェンソーマン』（藤本タツキ）、『地獄楽』（賀来ゆうじ）のアシスタントを務めていた。藤本タツキは本作を絶賛している。
フリーライターの青木圭介は本作の魅力は「爆発力とスピード感」であると語る。さらに「軽妙さ」と龍の画力により、「重厚な作品に絶妙な軽妙さを加え、作品自体を読みやすくしている」と評価している。

## 書誌情報
- 龍幸伸『ダンダダン』 集英社〈ジャンプ・コミックス〉、既刊20巻（2025年7月4日現在）
  1. 2021年8月4日発売[17][18]、ISBN 978-4-08-882599-1
  2. 2021年10月4日発売[19][20]、ISBN 978-4-08-882804-6
  3. 2021年12月3日発売[21][22]、ISBN 978-4-08-882854-1
  4. 2022年3月4日発売[23]、ISBN 978-4-08-883046-9
  5. 2022年5月2日発売[24]、ISBN 978-4-08-883103-9
  6. 2022年8月4日発売[25]、ISBN 978-4-08-883208-1
  7. 2022年10月4日発売[26]、ISBN 978-4-08-883270-8
  8. 2023年1月4日発売[27]、ISBN 978-4-08-883370-5
  9. 2023年3月3日発売[28]、ISBN 978-4-08-883414-6
  10. 2023年5月2日発売[29]、ISBN 978-4-08-883503-7
  11. 2023年8月4日発売[30]、ISBN 978-4-08-883599-0
  12. 2023年12月4日発売[31]、ISBN 978-4-08-883726-0
  13. 2024年1月4日発売[32]、ISBN 978-4-08-883841-0
  14. 2024年4月4日発売[33]、ISBN 978-4-08-883897-7
  15. 2024年7月4日発売[34]、ISBN 978-4-08-884054-3
  16. 2024年10月4日発売[35]、ISBN 978-4-08-884227-1
  17. 2024年11月1日発売[36]、ISBN 978-4-08-884259-2
  18. 2025年1月4日発売[37]、ISBN 978-4-08-884340-7
  19. 2025年4月4日発売[38]、ISBN 978-4-08-884470-1
  20. 2025年7月4日発売[39]、ISBN 978-4-08-884592-0
- 龍幸伸 『ダンダダン ダイズカン』 集英社〈ジャンプ・コミックス〉、2025年8月4日発売[40][41]、ISBN 978-4-08-884647-7

## テレビアニメ
第1期は2024年10月から12月まで、毎日放送・TBS系列『スーパーアニメイズムTURBO』枠ほかにて放送された。第2期は2025年7月から同枠ほかにて放送中。
毎日放送社長の虫明洋一は『海外での反響が高い』とコメントしている。

### スタッフ
|                              | 第1期                                                                | 第2期                                                                |
| ---------------------------- | -------------------------------------------------------------------- | -------------------------------------------------------------------- |
| 原作                         | 龍幸伸                                                               | 龍幸伸                                                               |
| 監督                         | 山代風我                                                             | 山代風我                                                             |
| 監督                         | N/A                                                                  | Abel Gongora                                                         |
| 副監督                       | モコちゃん                                                           | N/A                                                                  |
| シリーズ構成・脚本           | 瀬古浩司                                                             | 瀬古浩司                                                             |
| キャラクターデザイン         | 恩田尚之                                                             | 恩田尚之                                                             |
| 宇宙人・妖怪デザイン         | 亀田祥倫                                                             | 亀田祥倫                                                             |
| プロップデザイン             | 田巻智子                                                             | 田巻智子                                                             |
| プロップデザイン             | N/A                                                                  | 羅雄韜                                                               |
| 色彩設計                     | 橋本賢、近藤牧穂                                                     | 橋本賢、近藤牧穂                                                     |
| 美術監督                     | 東潤一                                                               | 東潤一                                                               |
| 美術設定                     | 田村せいき                                                           | N/A                                                                  |
| 撮影監督                     | 出水田和人                                                           | 出水田和人                                                           |
| 編集                         | 廣瀬清志                                                             | 廣瀬清志                                                             |
| 音響監督                     | 木村絵理子                                                           | 木村絵理子                                                           |
| 音響効果                     | 八十正太                                                             | 八十正太                                                             |
| 音楽                         | 牛尾憲輔                                                             | 牛尾憲輔                                                             |
| チーフプロデューサー         | 前田俊博、林辰朗、嵯峨隼人                                           | 前田俊博、林辰朗、嵯峨隼人                                           |
| チーフプロデューサー         | N/A                                                                  | 藤田雅規                                                             |
| プロデューサー               | 亀井博司、青井宏之、崎田康平 真壁佳子、斉藤壮一郎、石川達也 山守貴子 | 亀井博司、青井宏之、崎田康平 真壁佳子、斉藤壮一郎、石川達也 山守貴子 |
| プロデューサー               | 武藤大司                                                             | 鈴木聡                                                               |
| アニメーションプロデューサー | 番匠彩子                                                             | 番匠彩子                                                             |
| アニメーションプロデューサー | 橋本拓明                                                             | N/A                                                                  |
| アニメーション制作           | サイエンスSARU                                                       | サイエンスSARU                                                       |
| 製作                         | ダンダダン製作委員会                                                 | ダンダダン製作委員会                                                 |

### 主題歌
「オトノケ」
Creepy Nutsによる第1期のオープニングテーマ。作詞はR-指定、作曲はDJ松永。
「TAIDADA」
ずっと真夜中でいいのに。による第1期のエンディングテーマ。作詞・作曲はACAね、編曲は煮ル果実と100回嘔吐とZTMY。
「革命道中」
アイナ・ジ・エンドによる第2期のオープニングテーマ。作詞・作曲はアイナ・ジ・エンドとShin Sakiura、編曲はShin Sakiura。
「どうかしてる」
WurtSによる第2期のエンディングテーマ。作詞・作曲はWurtS、編曲はWurtSとSingo Kubota（［Jazzin'park］）。

### 劇中歌
「この星のために」
第10話の劇中歌。作詞は黒田秀樹、作曲は近藤達郎、演奏はKazami。
「Hunting Soul」
第18話の劇中歌。作詞・作曲・編曲は永井聖一、プロデュースは牛尾憲輔、演奏は谷山紀章（ボーカル）/マーク・ハドソン（英語版ボーカル）、マーティ・フリードマン（ギター）、Chargeeeeee...（ドラム）、わかざえもん（ベース）

### 各話リスト
| 話数   | サブタイトル                             | 絵コンテ   | 演出       | 作画監督 | 総作画監督 | 初放送日       |       |       |       |       |       |       |       |       |       |       |       |       |       |       |       |       |       |       |
| 第1期  | 第1期                                    | 第1期      | 第1期      | 第1期 | 第1期      | 第1期          | 第1期 | 第1期 | 第1期 | 第1期 | 第1期 | 第1期 | 第1期 | 第1期 | 第1期 | 第1期 | 第1期 | 第1期 | 第1期 | 第1期 | 第1期 | 第1期 | 第1期 | 第1期 |
| ------ | ---------------------------------------- | ---------- | ---------- | --- | ---------- | -------------- | ----- | ----- | ----- | ----- | ----- | ----- | ----- | ----- | ----- | ----- | ----- | ----- | ----- | ----- | ----- | ----- | ----- | ----- |
| 第1話  | それって恋のはじまりじゃんよ             | 山代風我   | 山代風我   | 太田琴美 石山正修 五十子忍 長濱佑作 本橋茉里 甘浩天 李志龍 前場健次 マッケルゴ ニック                                             | 恩田尚之   | 2024年 10月4日 |       |       |       |       |       |       |       |       |       |       |       |       |       |       |       |       |       |       |
| 第2話  | それって宇宙人じゃね                     | 山代風我   | 森山瑠潮   | 太田琴美 五十子忍 牛丸圭華 マッケルゴ ニック 神林荘汰                                                                             | 恩田尚之   | 10月11日       |       |       |       |       |       |       |       |       |       |       |       |       |       |       |       |       |       |       |
| 第3話  | ババアとババアが激突じゃんか             | 米森大貴   | 米森大貴   | チャ ミョンジュン ク ジャチョン 葛歡 馮亦範 方満 陳晟 王晨陽 姜姜 吉川美悠 斎藤晴輝 何烨 羽田浩二                                 | -          | 10月18日       |       |       |       |       |       |       |       |       |       |       |       |       |       |       |       |       |       |       |
| 第4話  | ターボババアをぶっ飛ばそう               | モコちゃん | モコちゃん | 野田友美 下條祐未 ヤン チャン 湯団 灰色菓兒 粉糸 阿鬼 葛歡 馮亦範                                                                 | -          | 10月25日       |       |       |       |       |       |       |       |       |       |       |       |       |       |       |       |       |       |       |
| 第5話  | タマはどこじゃんよ                       | 西山壮海   | 西山壮海   | 山本真夕子 牛丸圭華 マッケルゴ ニック 塚本あかね 王晨陽 羽田浩二                                                                  | 恩田尚之   | 11月1日        |       |       |       |       |       |       |       |       |       |       |       |       |       |       |       |       |       |       |
| 第6話  | ヤベー女がきた                           | 福井のぞみ | 福井のぞみ | チャ ミョンジュン 葛歡 馮亦範 王潤雨 樋渡亜湖 吉川美悠 斎藤晴輝 何烨 黄斯琴 张坤昊 陳亮 千影                                      | 羽田浩二   | 11月8日        |       |       |       |       |       |       |       |       |       |       |       |       |       |       |       |       |       |       |
| 第7話  | 優しい世界へ                             | 榎本柊斗   | 松永浩太郎 | 榎本柊斗 | -          | 11月15日       |       |       |       |       |       |       |       |       |       |       |       |       |       |       |       |       |       |       |
| 第8話  | なんかモヤモヤするじゃんよ               | 錦織博     | 錦織博     | 牛丸圭華 野田友美 葛歡 王潤雨 | 羽田浩二   | 11月22日       |       |       |       |       |       |       |       |       |       |       |       |       |       |       |       |       |       |       |
| 第9話  | 合体！セルポドーバーデーモンネッシー！   | 前場健次   | 前場健次   | 前場健次 芳山優 甘浩天 神林荘汰 李志龍 マッケルゴ ニック チャ ミョンジュン 湯団 粉糸 灰色菓兒 銀茄子 李仰灏桐 阿鬼 正瓜 暗編先    | -          | 11月29日       |       |       |       |       |       |       |       |       |       |       |       |       |       |       |       |       |       |       |
| 第10話 | キャトルミューティレーションを君は見たか | 許琮       | 山田加余仲 | 藤巻廉 今岡大 | -          | 12月6日        |       |       |       |       |       |       |       |       |       |       |       |       |       |       |       |       |       |       |
| 第11話 | 初恋の人                                 | 笹木信作   | 蓮谷トヲル | 葛歡 馮亦範 王潤雨 周玄 方滿 五角 湯団 灰色菓兒 粉糸 阿鬼 GN 王渝 叶昌 欧文莹侠                                                   | -          | 12月13日       |       |       |       |       |       |       |       |       |       |       |       |       |       |       |       |       |       |       |
| 第12話 | 呪いの家へレッツゴー                     | 西山壮海   | 若野哲也   | 下條祐未 野田友美 牛丸圭華 薮田裕希 今岡大 馮亦範 葛歡 槃藍莓                                                                     | 羽田浩二   | 12月20日       |       |       |       |       |       |       |       |       |       |       |       |       |       |       |       |       |       |       |
| 第2期  |                                          |            |            | |            |                |       |       |       |       |       |       |       |       |       |       |       |       |       |       |       |       |       |       |
| 第13話 | 大蛇伝説ってこれじゃんよ                 | 許琮       | 山田加余仲 | 野田友美 堀江由美 西垣庄子 许堂 富春 チャ ミョンジュン ク ジャチョン 暗編先 葉昌 馮亦範 湯団 李仰灏桐 k621 銀茄子                 | -          | 2025年 7月4日  |       |       |       |       |       |       |       |       |       |       |       |       |       |       |       |       |       |       |
| 第14話 | 邪視                                     | 河浪栄作   | 森慶彦     | 牛丸圭華 薮田裕希 李志龍 櫻本詩歩 今岡大 キムキョンウン 石守源太 暗編先 叶昌 馮亦範                                               | -          | 7月11日        |       |       |       |       |       |       |       |       |       |       |       |       |       |       |       |       |       |       |
| 第15話 | ゆるさねえぜ                             | 若野哲也   | 若野哲也   | 小林由美 堀江由美 芳山優 小倉典子 野田友美 牛丸圭華 金採恩 チャ ミョンジュン 謝小龙 暗編先 葉昌 馮亦範                            | -          | 7月18日        |       |       |       |       |       |       |       |       |       |       |       |       |       |       |       |       |       |       |
| 第16話 | やば過ぎじゃんよ                         | 田中宏紀   | 田中宏紀   | mosh | -          | 7月25日        |       |       |       |       |       |       |       |       |       |       |       |       |       |       |       |       |       |       |
| 第17話 | みんなでお泊まりじゃんよ                 | 木村拓     | 常岡修吾   | 薮田裕希 堀江由美 牛丸圭華 キムキョンウン 叶昌 金採恩 馮亦範 富春 许堂 毛缟斑 王渝 陳丹 葉昌                                      | 野田友美   | 8月1日         |       |       |       |       |       |       |       |       |       |       |       |       |       |       |       |       |       |       |
| 第18話 | 家族になりました                         | 山田加余仲 | 山田加余仲 | 薮田裕希 今岡大 櫻本詩歩 小林由美 キムキョンウン 永留あい 金採恩 野田友美 チャ ミョンジュン ク ジャチョン 黯編先 葉昌 陳丹 馮亦範 | -          | 8月8日         |       |       |       |       |       |       |       |       |       |       |       |       |       |       |       |       |       |       |
| 第19話 | なんかモヤモヤするじゃんよ               | 西山壮海   | 西山壮海   | 井手上義英 小林由美 野田友美 小松真梨子 黯編先 葉昌 陳丹                                                                          | -          | 8月15日        |       |       |       |       |       |       |       |       |       |       |       |       |       |       |       |       |       |       |

### 放送局
| 放送期間                       | 放送時間                     | 放送局                                 | 対象地域 | 備考                                                        |
| ------------------------------ | ---------------------------- | -------------------------------------- | -------- | ----------------------------------------------------------- |
| 2024年10月4日 - 12月20日       | 金曜 0:26 - 0:56（木曜深夜） | 毎日放送（製作参加） ほかTBS系列全28局 | 日本国内 | 字幕放送 / 連動データ放送 / 『スーパーアニメイズムTURBO』枠 |
|                                | 金曜 22:30 - 23:00           | AT-X                                   | 日本全域 | CS放送 / 字幕放送 / リピート放送あり                        |
| 2024年10月6日 - 12月22日       | 日曜 0:00 - 0:30（土曜深夜） | BS日テレ                               | 日本全域 | BS/BS4K放送 / 字幕放送 / 『アニメにむちゅ〜』枠             |
| 2024年10月26日 - 2025年1月25日 | 土曜 19:30 - 20:00           | アニマックス                           | 日本全域 | BS/CS放送 / リピート放送あり                                |

| 配信開始日    | 配信時間                           | 配信サイト | 備考                   |
| ------------- | ---------------------------------- | --- | ---------------------- |
| 2024年10月4日 | 金曜 1:00（木曜深夜） 以降順次更新 | ABEMA MBS動画イズム TVer ニコニコ動画 | 最新話期間限定無料配信 |
|               |                                    | アニメタイムズ アニメ放題 ABEMA Pontaパス FOD J:COM STREAM DMM TV Disney+ TELASA dアニメストア ニコニコ動画 Netflix バンダイチャンネル Hulu Amazon Prime Video ふらっと動画 milplus U-NEXT Lemino WOWOWオンデマンド | 見放題配信             |
|               |                                    | HAPPY!動画 MBS動画イズム ニコニコ動画 ムービーフルPlus | 都度課金配信           |

| 放送期間        | 放送時間                     | 放送局                                 | 対象地域 | 備考                                                        |
| --------------- | ---------------------------- | -------------------------------------- | -------- | ----------------------------------------------------------- |
| 2025年7月4日 -  | 金曜 0:26 - 0:56（木曜深夜） | 毎日放送（製作参加） ほかTBS系列全28局 | 日本国内 | 字幕放送 / 連動データ放送 / 『スーパーアニメイズムTURBO』枠 |
|                 | 金曜 22:30 - 23:00           | AT-X                                   | 日本全域 | CS放送 / 字幕放送 / リピート放送あり                        |
| 2025年7月9日 -  | 水曜 0:30 - 1:00（火曜深夜） | BS日テレ                               | 日本全域 | BS/BS4K放送 / 字幕放送 / 『アニメにむちゅ〜』枠             |
| 2025年7月26日 - | 土曜 19:30 - 20:00           | アニマックス                           | 日本全域 | BS/CS放送 / リピート放送あり                                |

| 配信開始日   | 配信時間                           | 配信サイト | 備考                   |
| ------------ | ---------------------------------- | --- | ---------------------- |
| 2025年7月4日 | 金曜 1:00（木曜深夜） 以降順次更新 | MBS動画イズム TVer ニコニコ動画 | 最新話期間限定無料配信 |
|              |                                    | アニメタイムズ アニメ放題 FOD J:COM STREAM DMM TV [TELASA dアニメストア ニコニコ動画 Netflix バンダイチャンネル Hulu Amazon Prime Video ふらっと動画 Pontaパス milplus U-NEXT Lemino WOWOWオンデマンド | 見放題配信             |
|              |                                    | HAPPY!動画 MBS動画イズム ニコニコ動画 ムービーフルPlus | 都度課金配信           |
|              | 金曜 1:00 - 1:30（木曜深夜）       | ABEMA アニメチャンネル |                        |
|              | 金曜 1:30（木曜深夜） 更新         | ABEMA | 最新話期間限定無料配信 |

### BD / DVD
| 巻 | 発売日             | 収録話          | 規格品番      | 規格品番      |
| 巻 | 発売日             | 収録話          | BD            | DVD           |
| -- | ------------------ | --------------- | ------------- | ------------- |
| 1  | 2025年1月29日      | 第1話 - 第3話   | ANZX-16931/2  | ANZB-16931/2  |
| 2  | 2025年2月26日      | 第4話 - 第6話   | ANZX-16933/4  | ANZB-16933/4  |
| 3  | 2025年3月26日      | 第7話 - 第9話   | ANZX-16935/6  | ANZB-16935/6  |
| 4  | 2025年4月23日      | 第10話 - 第12話 | ANZX-16937/8  | ANZB-16937/8  |
| 5  | 2025年10月8日予定  | 第13話 - 第15話 | ANZX-16939/40 | ANZB-16939/40 |
| 6  | 2025年11月12日予定 | 第16話 - 第18話 | ANZX-16941/2  | ANZB-16941/2  |
| 7  | 2025年12月3日予定  | 第19話 - 第21話 | ANZX-16943/4  | ANZB-16943/4  |
| 8  | 2026年1月7日予定   | 第22話 - 第24話 | ANZX-16945/6  | ANZB-16945/6  |

### ポッドキャスト
ポッドキャスト『ダンダ談話室』が、2024年10月4日よりSpotifyおよびYouTubeにて配信中。毎週金曜20時に最新回が更新される。MCは綾瀬桃役の若山詩音。

### ゲスト
- 第1・2・11・12回：花江夏樹[67]
- 第3・4回：水樹奈々[67]
- 第5・6回：佐倉綾音[67]
- 第7回：ACAね（ずっと真夜中でいいのに。）[67][注 2]
- 第8回：井上喜久子[67]
- 第9・10回：田中真弓[67]

### 関連商品
- ミニキャラ【mochochoシリーズ】（アクリルスタンド、缶バッジなど）：2024年12月12日から[69]
- クリスマス限定デザインケーキ全3種：2024年12月[70]
- アクリルスタンド、切手風アクリルキーホルダー、フレーム切手&ポストカードセット：2024年12月下旬発売予定[46]

| 毎日放送制作・TBS系列 スーパーアニメイズムTURBO | 毎日放送制作・TBS系列 スーパーアニメイズムTURBO | 毎日放送制作・TBS系列 スーパーアニメイズムTURBO |
| 前番組                                          | 番組名                                          | 次番組                                          |
| ----------------------------------------------- | ----------------------------------------------- | ----------------------------------------------- |
| 女神のカフェテラス（第2期）                     | ダンダダン（第1期）                             | 悪役令嬢転生おじさん                            |
| WIND BREAKER Season 2                           | ダンダダン（第2期）                             | 永久のユウグレ                                  |

## ARGイベント
少年ジャンプ公式サイトの「『ダンダダン』キャラクター紹介特設サイト」には、インターネットミステリーとして有名なシケイダ3301を模倣したと思われる暗号が仕込まれており、これを解読して指定の地点にたどり着いた者には特典品の配布が行われた。

## コラボレーション企画
肉汁餃子のダンダダン
- 『TVアニメダンダダン ✕ 肉汁餃子のダンダダン』（2025年8月8日 〜 2025年9月7日）
  - コラボメニューやコラボドリンクの限定販売やオリジナルコラボグッズが発売された。